# Antilliscaris
Antilliscaris is een geslacht van kevers uit de familie van de loopkevers (Carabidae). De wetenschappelijke naam van het geslacht werd voor het eerst geldig gepubliceerd in 1949 door Max Bänninger.

## Soorten
Het geslacht Antilliscaris omvat de volgende soorten:
- Antilliscaris danforthi (Darlington, 1939)
- Antilliscaris darlingtoni (Banninger, 1935)
- Antilliscaris megacephala (Hlavac, 1969)
- Antilliscaris mutchleri (Banninger, 1939)